# 劍翔桃太郎

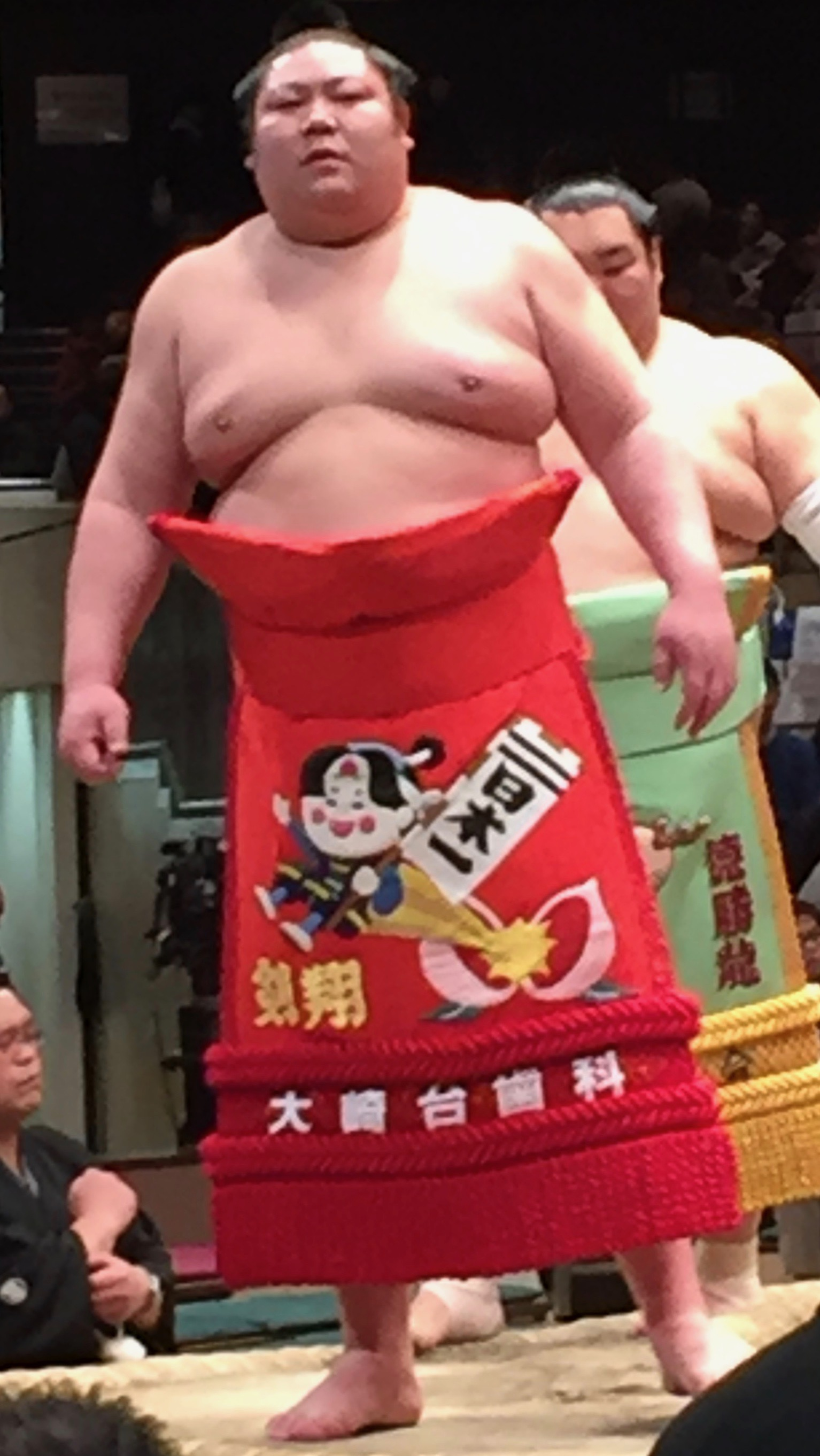
2017年攝

劍翔桃太郎（1991年7月27日—），原名安彥劍太郎，日本東京都葛飾區出身的現役大相撲力士。身高184cm、體重200kg、血型B型，興趣是睡覺，愛吃肉類與棉花糖。最高位置是東前頭6枚目（2024年3月場所)，所屬的相撲部屋是追手風部屋。

## 生涯
劍翔桃太郎是日本大學的業餘相撲手，儘管他沒有獲得個人冠軍，但還是得到了2012年學生團橫綱錦標賽冠軍。他於2014年1月進入專業相撲比賽。並迅速晉級，在序之口，序二段和幕下級別贏得優勝，然後放慢腳步，在幕下參加了八場比賽。在2015年11月的比賽之後，他晉升至十兩級別。並採用了新的四股名，此前他用安彥一名參加比賽，他想要一個兩個漢字的名字以使其易於記憶，因此他用劍翔一名。
在晉級十兩後停留了一段時期，獲得7-8和8-7的連續得分，然後在2018年3月遭受挫折，他的第一個兩位數損失得分4-11。然而，他在接下來的比賽中恢復了11-4的排名，並且在2019年7月，他以13-2的成績贏得了十兩優勝，從而晉升至幕內級別。自從他的部屋親方大翔山直树創建追手風部屋後他是第八位晉升為幕內級的力士。他的首場比賽表現強勁，取得了兩位數的勝利，並以在第13天擊敗寶富士大輔。儘管他在最後兩場比賽中輸了比賽，但他在第15天獲得敢鬥賞。他在2019年11月的比賽中被晉升為前頭7枚目的新最高級別，但在那裡只能得分6-9。2020年1月，他左膝受傷，但比賽直到比賽結束，再次取得6-9的成績。他於3月進入，但在第5天退出比賽，理由是左膝前交叉韌帶損傷(戰績1–4–10)。